# Staatsuniversiteit van de Oeral
De Staatsuniversiteit van de Oeral (Russisch: Уральский государственный университет; Oeralski gosoedarstvennyj oeniversitet; eerder Universiteit van A. M. Gorki) is de oudste universiteit in de Russische stad Jekaterinenburg en een van de meest prestigieuze universiteiten van het land. De universiteit wordt in het dagelijks spraakgebruik vaak afgekort tot УрГУ (UrGU).
De universiteit werd gesticht op 19 oktober 1920 door de Sovnarkom (SNK) van de RSFSR als een exclusieve onderwijsinstelling bestaande uit verschillende onderwijs- en wetenschappelijke instituten, die later onafhankelijke universiteiten en scholen. De universiteit omvatte oorspronkelijk de volgende faculteiten: mijnbouw, polytechniek, geneeskunde, landbouw, pedagogie, sociale wetenschappen en arbeid. Gedurende de geschiedenis onderging de universiteit verschillende grote veranderingen, waarbij het aantal faculteiten behoorlijk werd uitgebreid. In 1936 werd de universiteit vernoemd naar een van haar stichters; Maksim Gorki.
De universiteit heeft ongeveer 120 professoren, waarvan 18 academici zijn van de Russische Academie van Wetenschappen.
De universiteit biedt tevens 53 postacademische onderwijsprogramma's aan. Elk jaar organiseert de Staatsuniversiteit van de Oeral de Demidov-lezingen; lezingen die worden gegeven door winnaars van de Demidov-prijs.

## Faculteiten en instellingen
De universiteit is onderverdeeld in 14 faculteiten met in totaal 95 leerstoelen, waaronder hieraan gelieerde departementen en ondersteunende diensten vallen (in totaal meer dan 80):
- Algemene faculteit (Общеуниверситетские кафедры)
- Faculteit Biologie (Биологический факультет)
- Faculteit Economie (Экономический факультет)
- Faculteit Filologie (Филологический факультет)
- Faculteit Filosofie (Философский факультет)
- Faculteit Internationale Relaties (Факультет международных отношений)
- Faculteit Journalistiek (Факультет журналистики)
- Faculteit voor Kunststudie en Culturologie (Факультет искусствоведения и культурологии)
- Faculteit Natuurkunde (Физический факультет)
- Faculteit Politicologie en Sociologie (Факультет политологии и социологии)
- Faculteit Psychologie (Факультет психологии)
- Faculteit Scheikunde (Химический факультет)
- Faculteit Geschiedenis (Исторический факультет)
- Faculteit Wiskunde en Mechanica (Математико-механический факультет)

Hiernaast behoren ook tot de universiteit:
- het gespecialiseerd wetenschappelijk opleidingscentrum (Специализированный учебно-научный центр of СУНЦ);
- een hogeschool (Leonardo-Italië);
- het instituut voor natuurkunde en toegepaste wiskunde;
- het interregionaal instituut voor sociale wetenschappen;
- het Russisch-Amerikaanse instituut voor economie en zaken;
- het instituut voor management en ondernemerschap;
- een afstandsonderwijscentrum;
- het Russisch cultuurinstituut;

Daarnaast heeft de universiteit een observatorium, botanische tuin, wetenschappelijke bibliotheek met meer dan 1.200.000 boeken en stukken, een uitgeverij, verschillende musea, een speciale leerstoel voor Russisch als buitenlandse taal, een laboratorium voor e-learning van vreemde talen en worden er opfriscursussen aangeboden en heeft de universiteit instituten voor verder onderwijs en cursussen.
De meest prominente schools binnen de universiteit zijn elektrochemie (gesticht door professor S. V. Karpatsjiov), ferromagnetisme (Sergej Vonsovski), populatie-ecologie (Stanislav Sjvarts), sociologie (prof. L. N. Kogan), Byzantijnse studies (prof. M. Sjoezjoemov), algebra (prof. P. G. Kontorovitsj), theorie van gegeneraliseerde functies en de slecht gestelde problementheorie (prof. Valentin Ivanov), wiskundige theorie van beheersing en de theorie van "differential games" (Nikolaj Krasovski; winnaar van de Gouden Medaille van Lomonosov van de Russische Academie van Wetenschappen), toponymie (prof. Aleksandr Matvejev) en fotosynthese (A. T. Mokronosov).